# Севериану-Мелу
Севериану-Мелу (порт. Severiano Melo)  —  муниципалитет в Бразилии, входит в штат Риу-Гранди-ду-Норти. Составная часть мезорегиона Запад штата Риу-Гранди-ду-Норти. Входит в экономико-статистический  микрорегион Пау-дус-Феррус. Население составляет 10 714 человек на 2006 год. Занимает площадь 157,833 км². Плотность населения — 67,9 чел./км².

## Статистика
- Валовой внутренний продукт на 2003 год составляет 19 899 188,00 реалов (данные: Бразильский институт географии и статистики).
- Валовой внутренний продукт на душу населения на 2003 год составляет 1868,12 реалов (данные: Бразильский институт географии и статистики).
- Индекс развития человеческого потенциала на 2000 год составляет 0,631 (данные: Программа развития ООН).

## География
Климат местности: тропический.